# Vela de estai

Tipos de vela de estai: bujarrona (à esquerda) e genoa (à direita). Quando montadas, conforme representado, a genoa caracteriza-se por ultrapassar a linha do mastro

A vela de estai em náutica, numa embarcação, é a vela situada à proa, frente ao mastro vertical mais de vante.
Esta vela é designada apenas por estai, devendo o seu nome aos cabos que se estendem longitudinalmente à embarcação para fixar o(s) mastro(s). Dentre os tipos de velas de estai, podemos citar genoa e bujarrona.
Os pequenos veleiros estão normalmente equipados com: vela grande, vela de estai e spinnaker/balão.